# تکال
تکال (به انگلیسی: Takal) یک روستا در پاکستان است که در پنجاب واقع شده‌است.